# 章宗 (金)
章宗（しょうそう）は、金の第6代皇帝。女真名は麻達葛（マダガ）、漢名は璟（けい）。

## 生涯
大定8年（1168年）、世宗の嫡男でその皇太子であった胡土瓦（允恭）の子として生まれる。胡土瓦は本来なら皇帝となるはずだったが早世したため、孫にあたる麻達葛が祖父から指名され皇太孫となった。大定29年（1189年）に世宗の死により皇位を継ぎ、明昌の治と称される政治を行なった。礼制・法典・格式をはじめとして科挙・官制などの体制整備や常平倉の設置など積極的な行政改革を行った。これにより金は中国王朝としての姿を完成させた。また、その治世において、金の文化は最高潮に達したといわれる。章宗自身も金朝諸帝のなかでも傑出した風流人皇帝であり、文人との親交を楽しみ、詩文・書画を能くした。北宋の徽宗の書「痩金体」を模倣した書を多く遺している。党懐英や王庭筠・趙秉文など優れた文人を重く用いて文化振興を推進し、宋金戦争にあたって散逸した書画や書籍の収集に努めた。ただし、これらの政策により国内には華美な風潮が広まり財政を逼迫させたともいわれている。なお、北京の梳粧台は、章宗が元妃李氏のために造った化粧の場所と伝わっている。
章宗の治世は金の衰退が兆した時代でもあった。周辺の属国の離反が起こるだけではなく、隣国の侵攻を受けることになった。明昌7年（1196年）に金軍・モンゴル部・ケレイト部の連合軍でタタル部を撃ったウルジャ河の戦いは後のモンゴルの勃興に至る大きな転換点となり、金の将来に決定的な意味を持つ出来事であった。ただし、章宗時代における外敵の侵攻は全て撃退されている。
父親譲りの温厚な人柄として知られる一方で、伯父の鎬王実魯剌（永中）とは仲が険悪だったために、明昌5年（1194年）に謀反を起こしたという口実をもって鎬王実魯剌とその子の神徒門・阿離哈懣兄弟（章宗の従兄）を逮捕して、投獄した。やがて親交があり、年齢が近い叔父の衛王果繩の諫言にも耳を傾けず、鎬王一家を処刑して晒しものにしたという。
泰和9年（1208年）に崩御した。享年41。6人の皇子が夭折していたために世子がなく、仲が良かった上記の叔父の果繩（衛紹王）が皇位を継いだ。

## 作品
- 「伝顧愷之女史箴図巻」
- 「徽宗摹張萱搗練図」題字

## 宗室

### 妻妾
- 欽懐皇后 蒲察氏（蒲察鼎寿と鄭国公主（熙宗の娘）のあいだの娘）
- 元妃李氏
- 資明夫人林氏
- 承御賈氏
- 承御范氏

その他姫妾

### 子
- 絳王 洪裕
- 荊王 阿虎懶（洪靖）
- 栄王 訛魯不（洪熙）
- 英王 撒改（洪衍）
- 寿王 訛論（洪輝）
- 葛王 忒隣（洪烈）